# Nancy Bauer
Nancy Fay Bauer, född 1960, är en amerikansk filosof specialiserad på feministisk filosofi, existentialism och fenomenologi samt Simone de Beauvoirs verk. Hon har varit ordförande vid sektionen för filosofi vid Tufts University och därefter (mellan 2012 och 2022) som dekanus och föreläsare vid universitetets sektion för konstvetenskap.
Bauers intressen inkluderar metodologi inom filosofin, feminism, metafysik, filosofi utifrån sociala, politiska och moraliska perspektiv, lingvistisk filosofi och filosofi relaterat till film. Hon skriver ofta om den yrkesmässiga filosofins sociala värden. En av hennes publicerade böcker utgår från ett performativt undersökande av pornografi.

## Biografi

### Utbildning och tidig yrkeskarriär
Bauer växte upp i Chatham i New Jersey som dotter till Danita B. och Arthur O. F. Bauer; fadern var präst i en luthersk församling. Hon avlade 1982 grundexamen i samhällsstudier på collegenivå, efter grundstudier vid Harvard och Radcliffe College i Massachusetts. 1986 avlade hon masterexamen i teologi vid Harvard Divinity School, efter fyra år som – enligt egen beskrivning – lat men uppfinningsrik student. En av hennes medstudenter på utbildningen var senare The New York Times-kolumnisten Nicholas Kristof.
Under några år på 1980-talet arbetade Bauer inom medievärlden, bland annat som redaktör på The Crimson, studenttidningen på Harvard, och journalist på The Boston Globe; hon tjänstgjorde en tid som den tidningens första heltidsanställda reporter baserad i Cape Cod. Tiden på centralredaktionen i Boston upplevde hon som präglad av sexistisk behandling från de mestadels manliga medarbetarna på nyhetsredaktionen. En livsavgörande händelse var reportageuppdraget att skriva om en familjetragedi, där en tvåårig pojke mördat sin lillasyster. Händelsen dröjde sig kvar i Bauers huvud och ledde till att hon avbröt sin journalistkarriär.
Därefter arbetade hon en tid på Boston Children's Hospital och började intressera sig för etiska frågor inom sjukvården. Hon bidrog även till skrivandet av New Child Health Encyclopedia.
1986–1988 studerade Bauer medicinsk etik, för att senare växla över till filosofi. Doktorandstudierna inleddes efter tips från en sjukhuskollega på Boston Children's Hospital om ett studieprogram anpassat för blivande sjukhuspräster. Under de första studieåren på Harvard studerade hon bland annat grekiska och började, via en bekant som var radikalfeministisk teolog, läsa böcker av filosoferna Luce Irigaray och Hélène Cixous. Därefter tog Bauer en kurs i Kant, Coleridge och Schleiermacher, och filosofistudier ledda av Stanley Cavell ledde henne ännu längre in på det filosofiska fältet. 1997 avslutade Bauer åren på Harvard med filosofie doktorsexamen i filosofi.
Bauers doktorsavhandling på Harvard var på ämnet Simone de Beauvoir, ett intresse som hon senare kommit att behålla. Intresset för de Beauvoir kom under tiden då hon tagit studiepaus från Harvard i samband med födseln av Bauers första barn och under långa vaknätter behövde något intressant att läsa och fundera kring. Som av en slump valde hon de Beauvoirs Det andra könet, bland olika tips från en bekant, och fastnade direkt för skrivandet och insikterna i boken.

### Akademisk karriär
1998 antog Bauer en tjänst vid Tufts University i Massachusetts, norr om Boston, det första året som gästföreläsare. På universitetet var hon åren 2001–2008 chef för den högre undervisningen i filosofi, varefter hon fram till 2001 fungerade som dekan för hela filosofiinstitutionen. 2012–2022 fungerade hon som dekanus vid Tufts School of Arts and Sciences, och 2012 utnämndes hon även till Dean of Academic Affairs. 2016 utsågs hon till den första dekanus för lärosätets nya skola för konststudier.
2022 återvände Bauer till filosofinstitutionen vid Tufts, varefter hon bland annat förberett en bok – hennes tredje på egen hand – om den filosofiska och allt annat än perfekta naturen hos högre utbildning. Hon sade själv i en intervju 2020 att hon tog jobbet som dekanus (2012) för att få en bättre insikt i hur strukturen inom den högre utbildningen är felkonstruerad, inför skrivandet av en framtida bok.

### Författarskap
Bauer har genom åren författat ett stort antal texter omkring filosofins roll i att hjälpa till att hantera utmaningarna i att vara människa. Detta gäller bland annat grupper med historiska eller strukturella hinder att stärka sin makt. Hennes skrivande har bland annat berört feministiska ämnen, genus, objektifiering, pornografi, den filosofiska historien och film.
Bauers första publicerade bok, Simone de Beauvoir, Philosophy & Feminism, kom 2001. Där argumenterade Bauer för att de Beauvoir i sin Det andra könet lägger ut en modell för hur man kan göra filosofi socialt progressiv utan att den behöver appliceras som sådan. Boken var i samma ämne som hennes doktorsavhandling, och den har senare kompletterats med A Companion to Simone de Beauvoir (2017), en volym där Bauer och Laura Hengehold fungerade som redaktörer.
2015 kom How to Do Things with Pornography. Den samlade ett antal essäer från olika sammanhang, inklusive den från 2006 med samma titel. Boktiteln är en parafras på J.L. Austins klassiska How to Do Things with Words från 1962. I likhet med Austin är Bauer intresserad i hur talakter och performativitet fungerar i förhållande till yttranden, deras mening och resultat. Boken är en blandning av monografi och tematisk textsamling, där Bauer tar med läsarna på en intellektuell och polemiskt formulerad resa över ett antal filosofiska underdiscipliner. En av utgångspunkterna för Bauer var hennes olustkänsla över hur Catharine MacKinnon och andra läst Austin ur ett opåkallat konservativt perspektiv, i deras önskan att via Austin hämta belägg för hur pornografi tystar kvinnors röster. Bauers kritik emot användandet av filosofiska argument som förenklade "slagträn" i debatten kring pornografins vara eller inte vara presenterades redan under hennes fellow-år vid Harvard Radcliffe Institute 2002/2003. Däremot ser Bauer problem med att handlingarna och situationerna, oavsett deras mer eller mindre orealistiska förlopp, i pornografins "drömvärld" i princip aldrig får negativa konsekvenser. Problemet förvärras genom att framför allt barn och ungdomar inte ges en realistisk bild av sexuella situationer via föräldrarna eller genom skolan.
Bauer presenterar i boken även olika infallsvinklar på Martha Nussbaum och hennes filosofiska verk, inklusive kritik mot Nussbaums enligt Bauer ensidiga och förenklade syn på objektifieringen som fenomen. Enligt Bauer är objektifiering i sig inte fel, eftersom ett objekt – även i ett sexuellt sammanhang – kan släppa det ibland tunga ansvaret att behöva agera. Hon citerar de Beauvoir om hur vi inte hela tiden klarar av att respektera andra människors identitet som subjekt, och ofta gör vi det av rent praktiska skäl. Däremot lär kulturen kvinnor att självobjektifiera sig och framställa sig själva på ett sexuellt attraktivt sätt, utan att det läggs fokus på kvinnors egen njutning.
Hon lyfter också fram hur de Beauvoir och feminismen fortfarande kan ha något att säga Bauers studenter, vilka i många fall anammat en postfeministisk världsbild. Trots att de nio essäerna har olika ingångar och relaterar till olika filosofers betydelse och inverkan – en recensent ansåg att boken egentligen borde ha döpts till How to Do Things with Philosophy, eftersom Bauer använder pornografi som katalysator för tankar kring filosofin i sig – har de ett gemensamt tema. Bauer verkar be oss att erfara världen som sexuella varelser, kvinnor och män, talare och lyssnare, tittare och filmskapare, filosofer och människor. Hon menar att dessa erfarenheter kommer att påverka oss.
Nancy Bauer verkade som en av redaktörerna på 2022 års Philosophy and the Unheard, en bok utgiven av Harvard University Press.

### Privatliv
Bauer har varit gift två gånger. Det första äktenskapet, med en doktorand i engelska på Harvard (Michael Cooper), inleddes 1989. Paret fick två barn ihop, varefter de genomgick en skilsmässa. Valet att välja Tufts som arbetsplats 1998 berodde delvis på barnens möjlighet att efter skilsmässan ha de båda föräldrarna inte alltför långt från varandra. Hennes andre make Mark Richard var mellan 1984 och 2010 föreläsare i filosofi vid Tufts, och in i äktenskapet tog han sina två barn – även de födda under 1990-talet.
Vid sidan av sina filosofiska intressen ägnar sig Nancy Bauer gärna åt korsordslösande, rock'n'roll och stickning. Hon driver en internationell stickningsgrupp för filosofer som träffas via videomöte en gång i månaden, och hon spinner och färgar sina egna garner.

### Egna böcker
- Simone de Beauvoir, philosophy & feminism. Gender and culture. Columbia University Press. 2001. ISBN 978-0-231-11664-0
- How to do things with pornography. Harvard University Press. 2015. ISBN 978-0-674-05520-9

### Böcker (som redaktör)
- Laura Hengehold, Nancy Bauer, red (2017). A Companion to Simone de Beauvoir. Wiley-Blackwell. ISBN 978-1118796023
- Cavell, Stanley (2022). Nancy Bauer, Alice Crary & Sandra Laugier. red. Philosophy and the Unheard. Harvard University Press. http://dx.doi.org/10.2307/j.ctv2dgc8fs.27

### Artiklar (urval)
- "Sum Femina Inde Cogito: Das andere Geschleht und Die Meditationen" i Die Philosophin #20 (oktober 1999): sid. 41–61 (tyska)
- "First Philosophy, The Second Sex, and the Third Wave" i Labyrinth, Vol. 1, No. 1 (vinter 1999).
- "Being-with as Being-against: Heidegger Meets Hegel in The Second Sex" i Continental Philosophy Review, Vol. 34, No. 2 (juni 2001)
- "Is Feminist Philosophy a Contradiction in Terms?" i Twenty Questions: An Introduction to Philosophy, red. G. Lee Bowie, Robert C. Solomon & Meredith W. Michaels (Florence, KY: Wadsworth, 2003)
- "Must We Read Simone de Beauvoir?" i The Legacy of Simone de Beauvoir, red. Emily Grosholz (New York: Oxford University Press, 2004)
- "Cogito Ergo Film: Plato, Descartes, and Fight Club" i Film as Philosophy: Essays on Cinema After Wittgenstein and Cavell, red. Rupert Read (Florence, KY: Palgrave Macmillan, 2005)
- "Beauvoir's Heideggerian Ontology" i The Philosophy of Simone de Beauvoir: Critical Essays, red. Margaret A. Simons (Indiana University Press, 2006)
- "On Human Understanding" i Wittgensteinian Fideism, red. Kai Nielsen & D. Z. Phillips (Norwich, England: SCM Press, 2006)
- "How to Do Things With Pornography" i Reading Cavell, red. Sanford Shieh & Alice Crary (New York: Routledge, 2006)
- "Pornutopia" i n+1 #5 (vinter 2007): sid. 63–73
- "The N-Word" i Fringe 10 (juni 2007).
- "The Second Feminism" från Symposia on Gender, Race, and Philosophy (oktober 2007)
- "Beauvoir on the Allure of Self-Objectification" i (Re)découvrir l'oeuvre de Simone de Beauvoir: Du Deuxième Sexe à La Cérémonie des adieu, red. Pascale Fautrier, Pierre-Louis Fort & Anne Strasser (Paris: Le Bord de L'Eau, 2008): sid. 249–256.
- text om sina år som student, i Jessica Loudis, Boško Blagojević, John Arthur Peetz, Allison Rodman, red (2014) (på engelska). Should I Go to Grad School. New York: Bloomsbury. sid. 77–81. ISBN 978-1-62040-599-4. https://kc.umn.ac.id/id/eprint/27629/1/Should%20I%20Go%20to%20Grad%20School%2041%20Answers%20to%20an%20Impossible%20Question_Jessica%20Loudis%2C%20Bosko%20Blagojevic%2C%20John%20Arthur%20Peetz%2C%20and%20Allison%20Rodman.pdf

## Utmärkelser
- Radcliffe Institute Fellowship, 2002–2003[16]
- Joseph A. and Lillian Leibner Award for Distinguished Advising and Teaching, 2005[13]